# Daneborg
Daneborg – duńska placówka wojskowo-badawcza położona na wschodnim wybrzeżu Grenlandii.

## Położenie i warunki
Daneborg leży na półwyspie Wollaston, na Ziemi Króla Chrystiana X, w obrębie Parku Narodowego Grenlandii. Fiord Young Sund oddziela półwysep od wyspy Clavering. 25 km na północny zachód od Daneborgu leży stacja badawcza Zackenberg.
Średnia temperatura w tym obszarze to -10,3 °C, najcieplejszym miesiącem jest lipiec (3,8 °C), a najchłodniejszym luty (-17,6 °C). Rocznie spada na niej ok. 200 mm opadów, głównie w postaci śniegu.
Ze względu na częste wizyty niedźwiedzi polarnych w rejonie Daneborgu, należy nosić ze sobą broń. W wodach fiordu występują morsy, które mogą być groźne dla małych jednostek pływających.

## Historia i działalność
Podczas II wojny światowej, pięcioosobowy oddział amerykańskiej armii zbudował na płw. Wollaston stację meteorologiczną, jednak opuścił ją zanim została ukończona. Nazwa Daneborg została jej nadana po wojnie przez Duńczyków, którzy przejęli tę placówkę i przekształcili w główną kwaterę służb patrolujących północno-wschodnią Grenlandię (obecnie Slædepatruljen Sirius). Służby te podlegają Dowództwu Arktycznemu Duńskich Sił Zbrojnych. Oprócz Daneborgu, w Parku Narodowym Grenlandii działają także mniejsze placówki wojskowe: Danmarkshavn, Mestersvig i Nord.
Daneborg pełni także rolę filii stacji badawczej Zackenberg, jeden z budynków pozwala na zakwaterowanie dziesięciu osób prowadzących badania ekosystemu na Grenlandii. Programem tym kieruje Departament nauk biologicznych Uniwersytetu Aarhus.